# 1966-os labdarúgó-világbajnokság (döntő)
Az 1966-os labdarúgó-világbajnokság döntőjét 1966. július 30-án rendezték 98 000 néző előtt a londoni Wembley Stadionban.
A döntőben a házigazda Anglia és az NSZK találkozott.
A világbajnoki címet Anglia hódította el, miután a hosszabbításban 4–2-re megnyerte a mérkőzést.
A döntő érdekessége Geoff Hurst második találata, amit egy beadást követően a léc alá továbbítva szerzett. Mai napig vita tárgyát képzi, hogy a gólvonal mögé pattant-e labda, vagy sem. Anglia története legelső és mindmáig egyetlen világbajnoki címét szerezte.

## Út a döntőig

### Eredmények
| Csapat        | M | Gy | D | V | G+ | G– | Gk | P |
| ------------- | - | -- | - | - | -- | -- | -- | - |
| Anglia        | 3 | 2  | 1 | 0 | 4  | 0  | +4 | 5 |
| Uruguay       | 3 | 1  | 2 | 0 | 2  | 1  | +1 | 4 |
| Mexikó        | 3 | 0  | 2 | 1 | 1  | 3  | –2 | 2 |
| Franciaország | 3 | 0  | 1 | 2 | 2  | 5  | –3 | 1 |

| Csapat        | M | Gy | D | V | G+ | G– | Gk | P |
| ------------- | - | -- | - | - | -- | -- | -- | - |
| NSZK          | 3 | 2  | 1 | 0 | 7  | 1  | +6 | 5 |
| Argentína     | 3 | 2  | 1 | 1 | 4  | 1  | +3 | 5 |
| Spanyolország | 3 | 1  | 0 | 2 | 4  | 5  | –1 | 2 |
| Svájc         | 3 | 0  | 0 | 3 | 1  | 9  | –8 | 0 |

## A döntő részletei
| 1966. július 30. 15:00 BST |

| Anglia                         | 4–2 (h. u.)                 | NSZK                 |
| ------------------------------ | --------------------------- | -------------------- |
| Hurst 18' 101' 120' Peters 78' | (1–1, 2–2, 3–2) Jegyzőkönyv | Haller 12' Weber 89' |

| Wembley Stadion, London Nézőszám: 98 000 Játékvezető: Gottfried Dienst (svájci) |

| Anglia | NSZK |

| ANGLIA:              |    |                |
|                      |    |                |
| GK                   | 1  | Gordon Banks   |
| RB                   | 2  | George Cohen   |
| CB                   | 5  | Jack Charlton  |
| CB                   | 6  | Bobby Moore    |
| LB                   | 3  | Ray Wilson     |
| DM                   | 4  | Nobby Stiles   |
| AM                   | 7  | Alan Ball      |
| AM                   | 9  | Bobby Charlton |
| AM                   | 16 | Martin Peters  |
| CF                   | 10 | Geoff Hurst    |
| CF                   | 21 | Roger Hunt     |
| Szövetségi kapitány: |    |                |
| Alf Ramsey           |    |                |

| NSZK:                |    |                         |
|                      |    |                         |
| GK                   | 1  | Hans Tilkowski          |
| RB                   | 2  | Horst-Dieter Höttges    |
| CB                   | 5  | Willi Schulz            |
| CB                   | 6  | Wolfgang Weber          |
| LB                   | 3  | Karl-Heinz Schnellinger |
| CM                   | 4  | Franz Beckenbauer       |
| CM                   | 12 | Wolfgang Overath        |
| RW                   | 8  | Helmut Haller           |
| CF                   | 9  | Uwe Seeler              |
| CF                   | 10 | Sigfried Held           |
| LW                   | 11 | Lothar Emmerich         |
| Szövetségi kapitány: |    |                         |
| Helmut Schön         |    |                         |

| Partjelzők: Tofik Bakhramov Dr. Karol Galba |

| Az 1966-os labdarúgó-világbajnokság győztese |
| -------------------------------------------- |
| ANGLIA 1. cím                                |